# Plaza de San Francisco (Badajoz)
La plaza de San Francisco o paseo de San Francisco de Badajoz es una plaza situada en el centro de la ciudad de Badajoz, Extremadura, España.

## Características
Por su historia, uso y emplazamiento es el parque más importante de la ciudad de Badajoz. Su superficie es de más de 1000 m² en los que destacan sus bancos conmemorativos, un quiosco de música y otros de prensa, así como jardines y restaurantes.
En la ubicación actual de la plaza se encontraba el antiguo convento homónimo de 1337, ya desaparecido. El aspecto actual de la plaza data de 1836 si bien ha sufrido varias reformas, siendo la última en 1999.

## Galería de imágenes

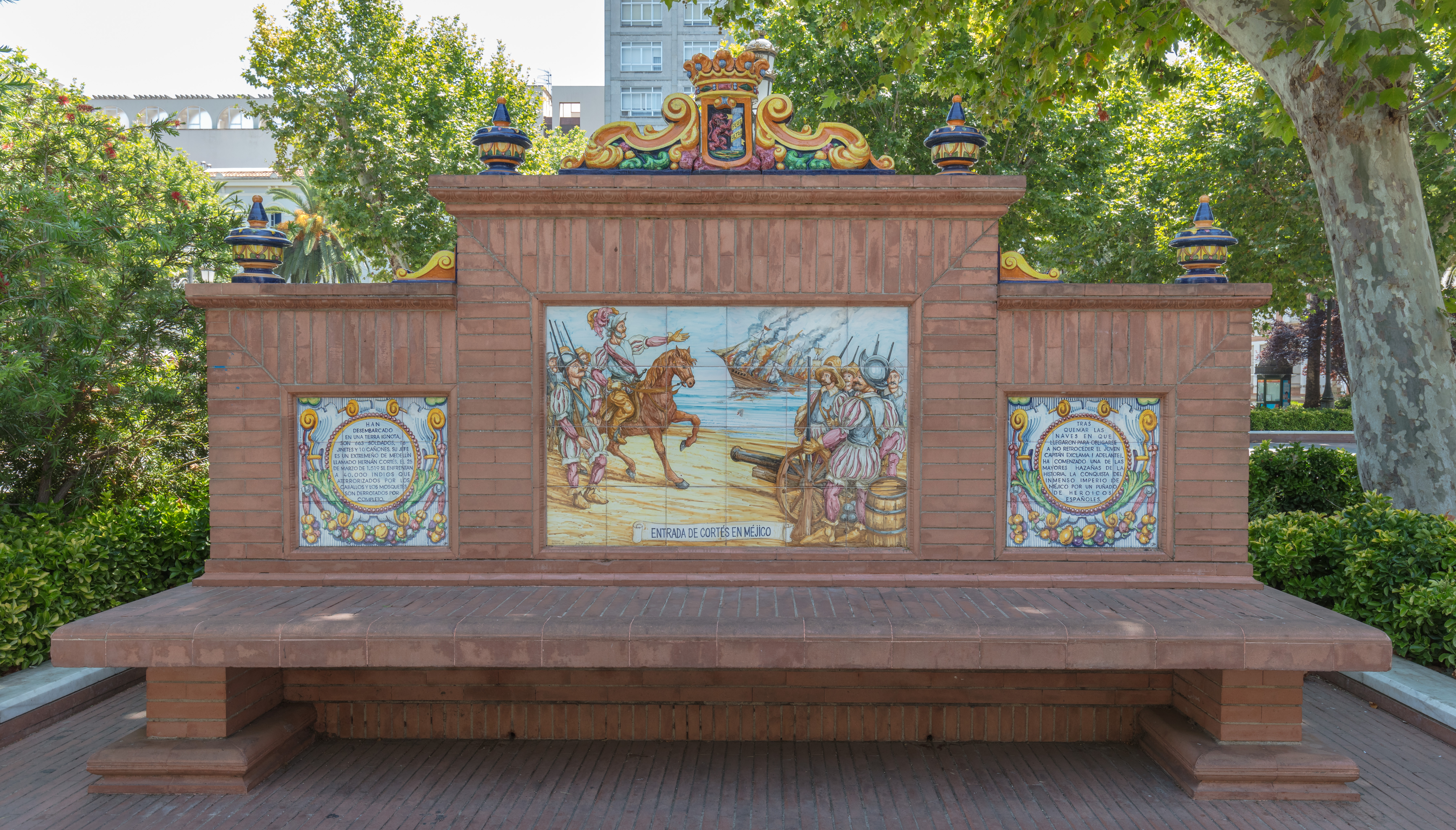
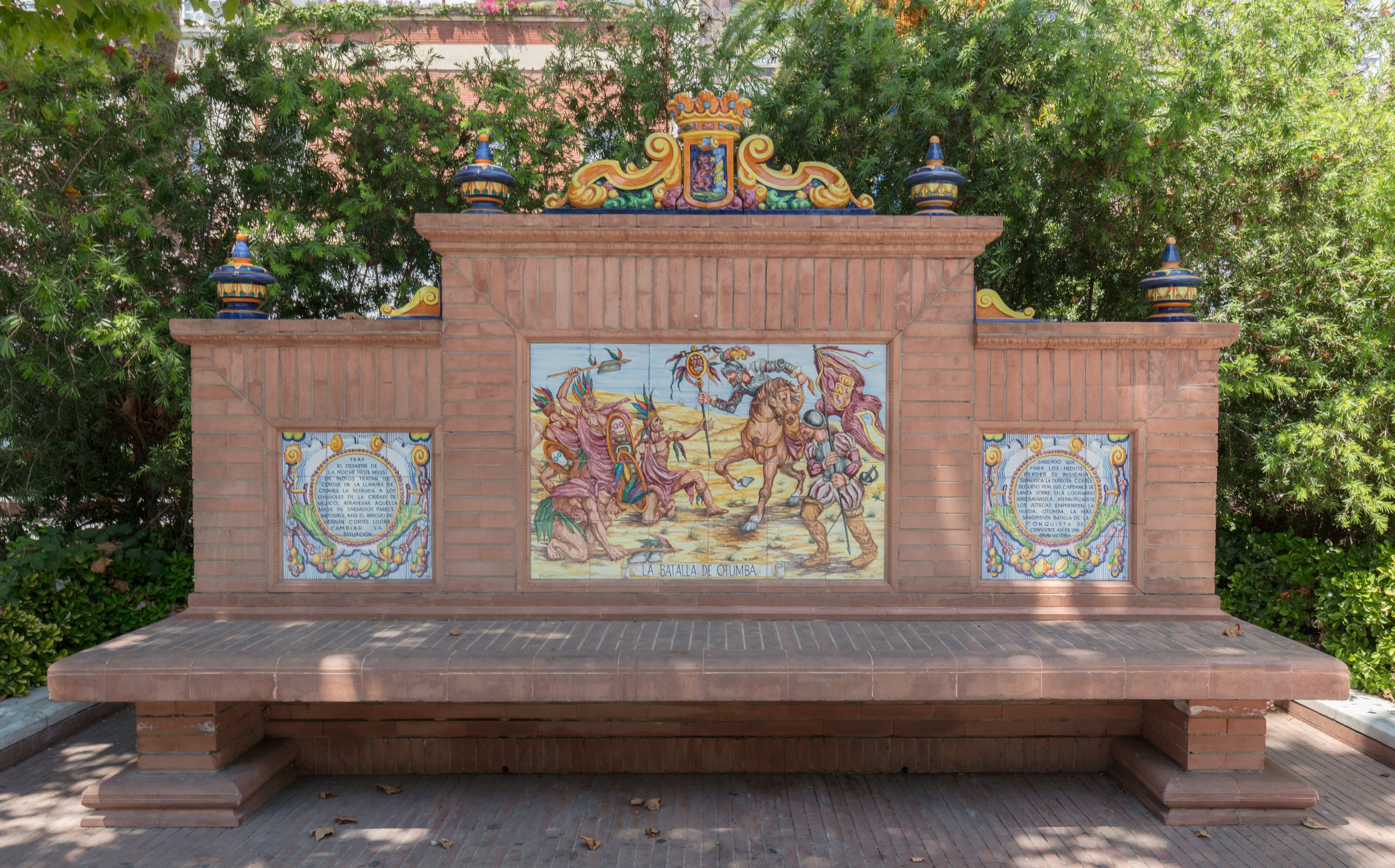
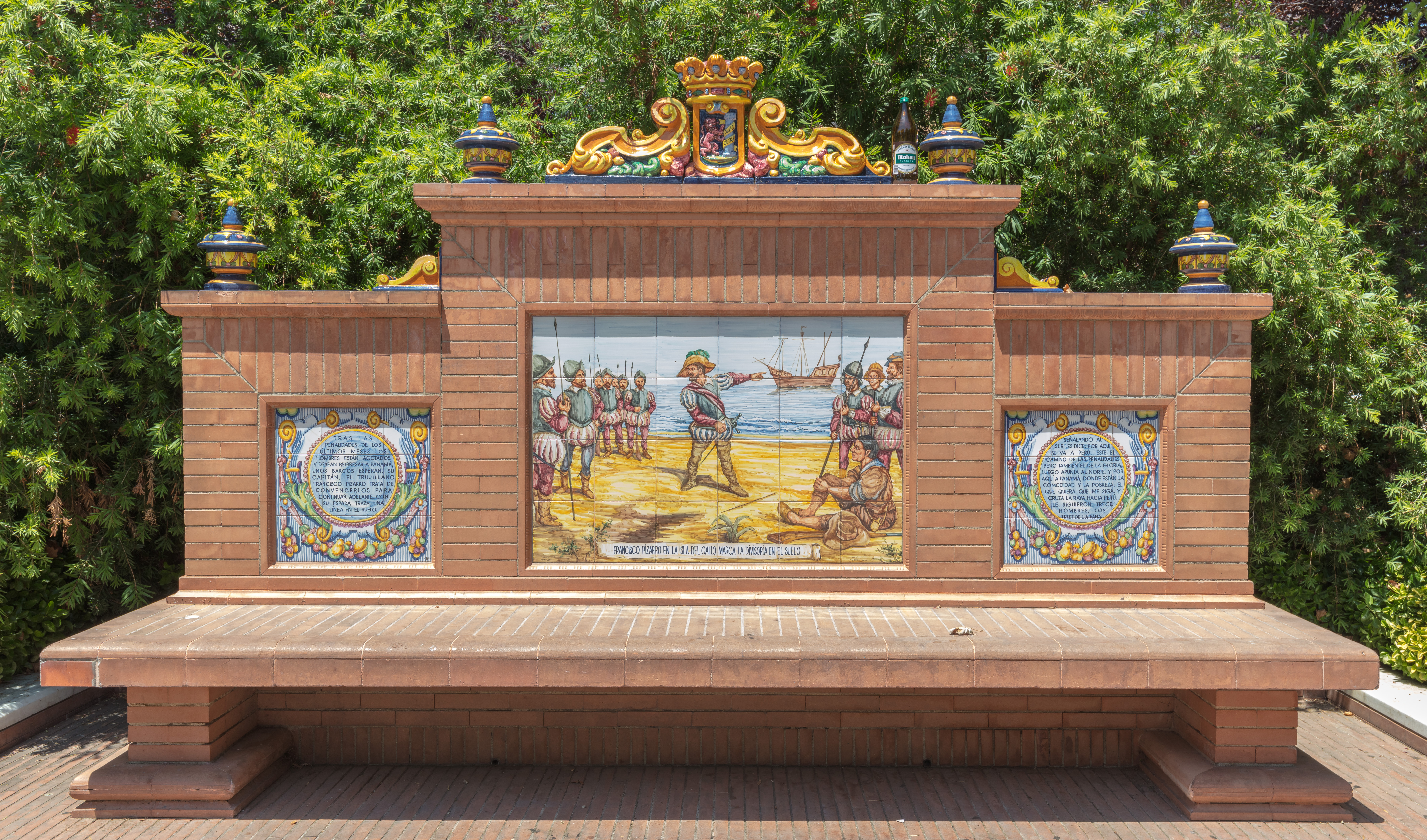
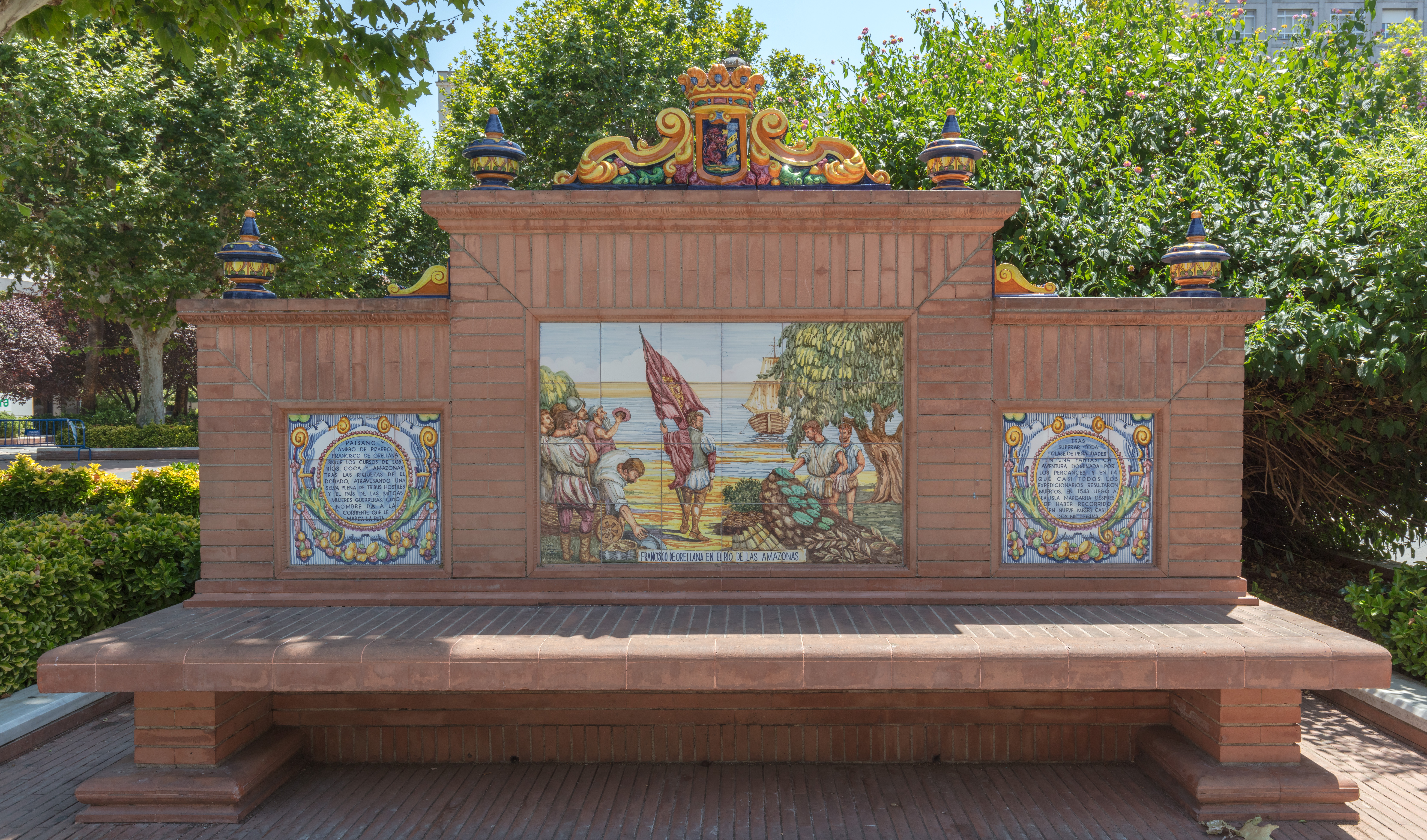
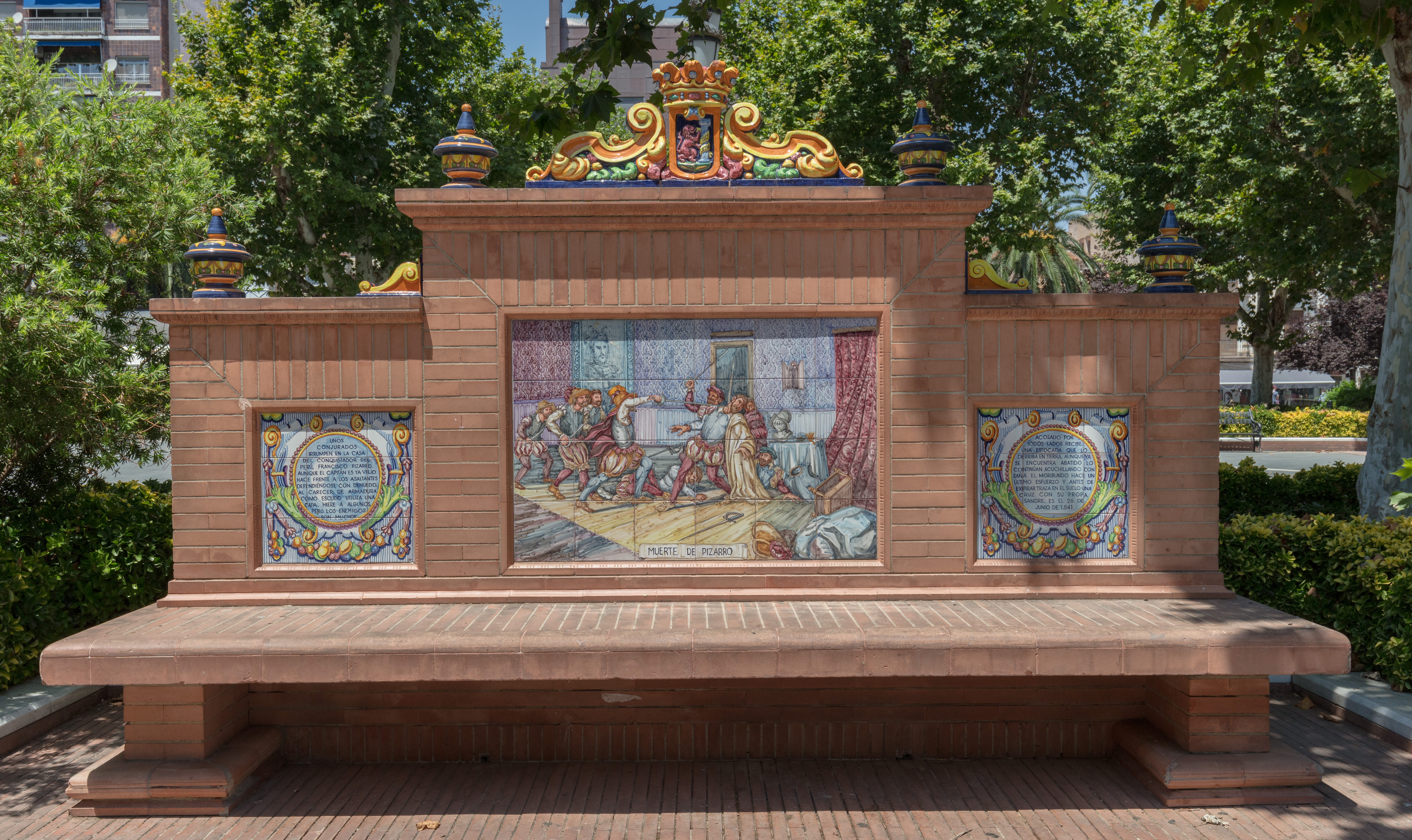
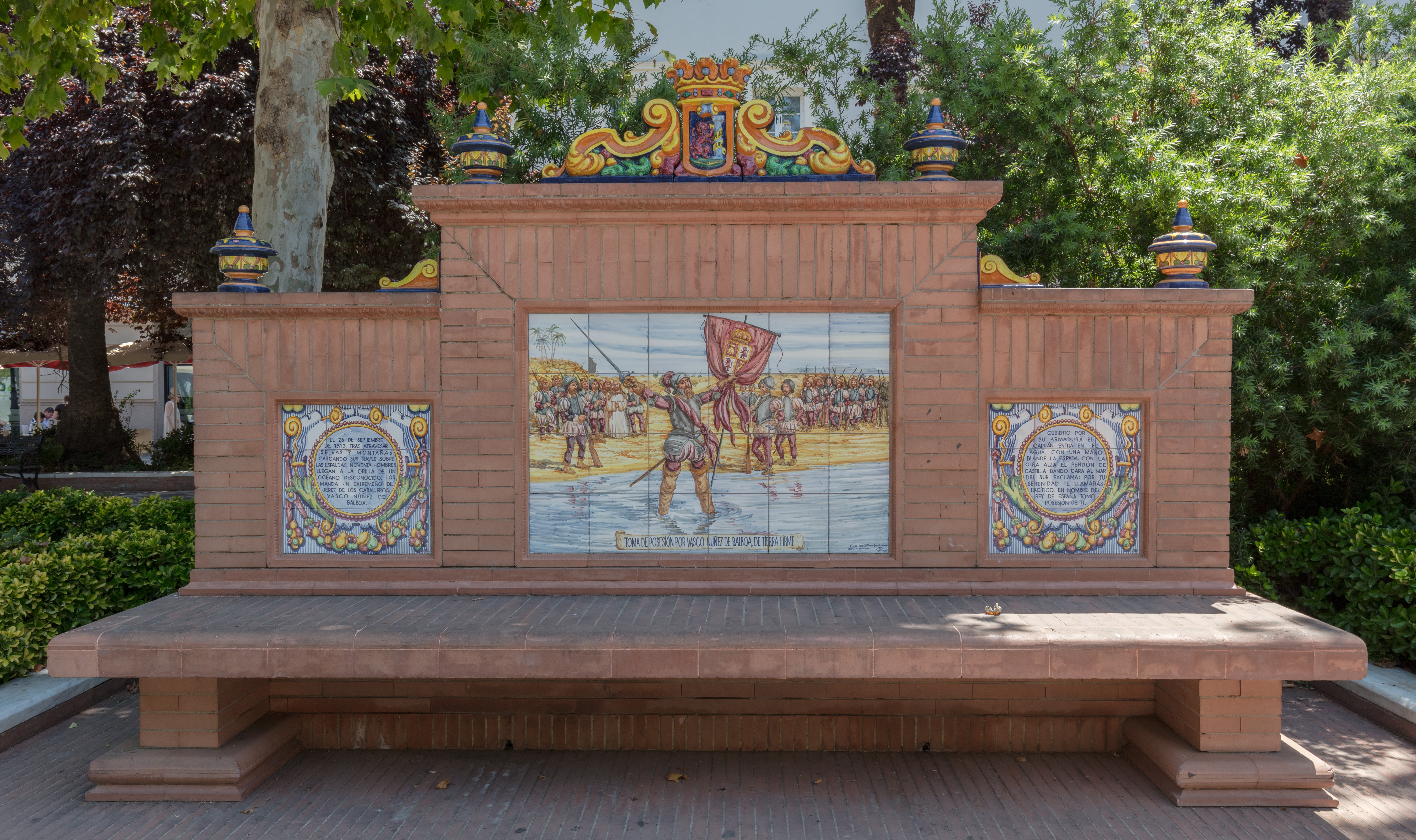
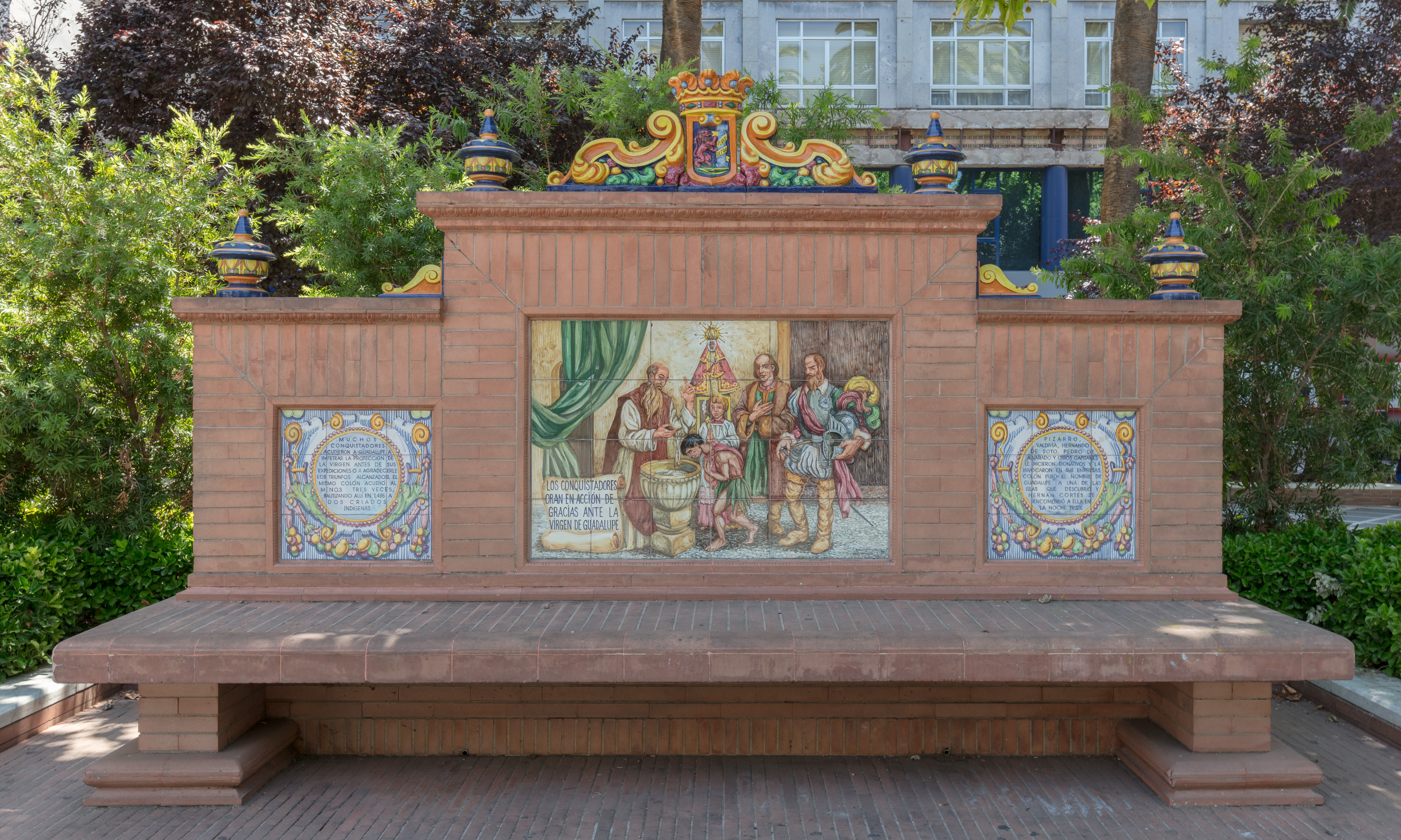
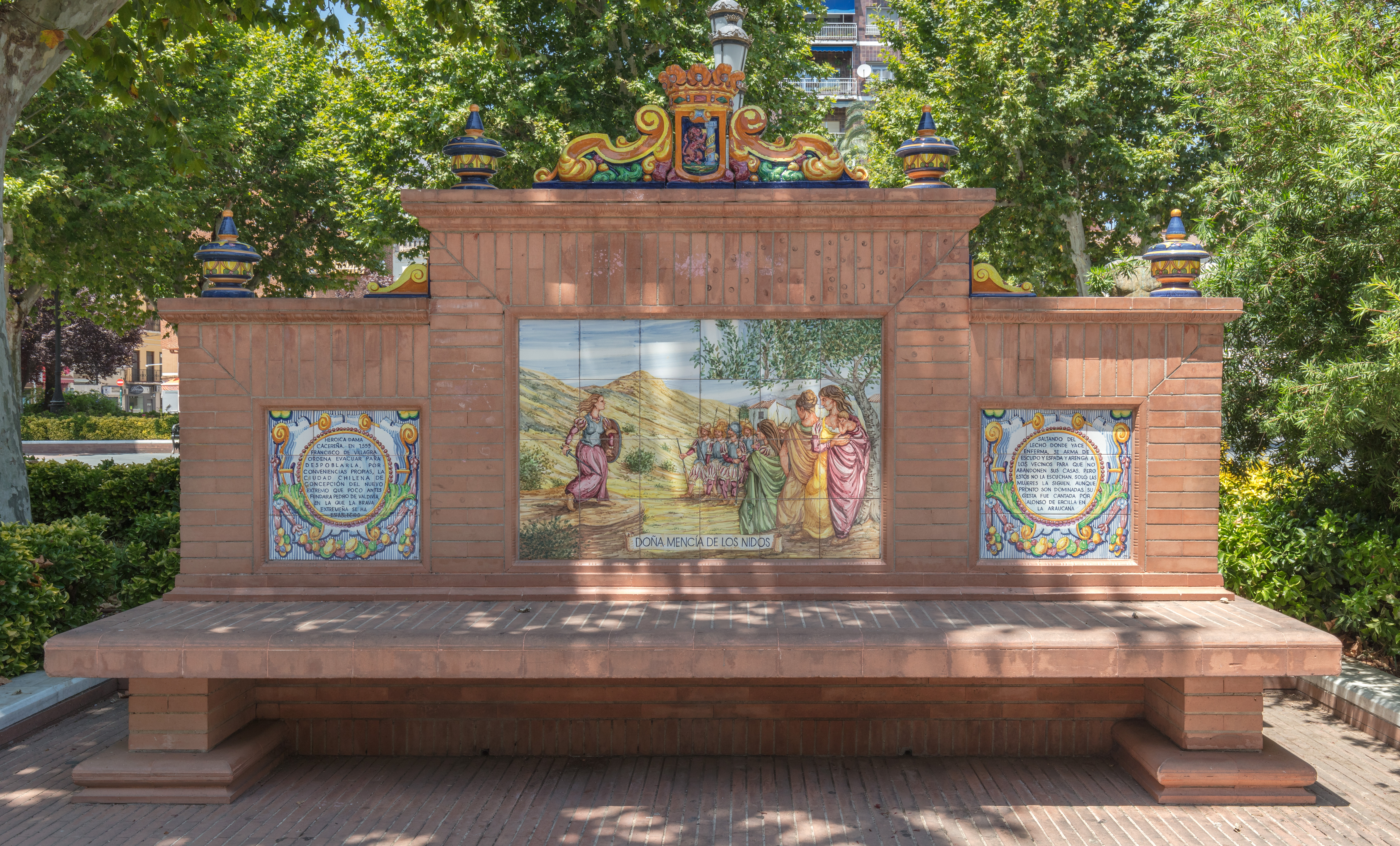